# Rhythm changes
A jazzben és jazz harmonizációban a rhythm changes George Gershwin "I Got Rhythm" című művének harmóniamenetét jelenti. 
Ez a forma az alapja megszámlálhatatlan (többnyire gyors tempójú) kompozíciónak. A rhythm changes rendkívül népszerű volt a swing-korszak zenészeinek körében. Ez az alapja többek között Lester Young tenorszaxofonos korszakalkotó felvételének, a "Shoe Shine Boy" című számnak, amelyet 1929-ben rögzített Count Basie-vel illetve az 1940-ben Duke Ellington által írt "Cotton Tail"-nek is.
Későbbi népszerűsége sokban köszönhető a korai bebop zenészeinek. Az "I Got Rhythm" már régen egy népszerű sztenderd volt, és azzal, hogy új melódiát írtak a meglévő közkedvelt harmóniákra (idegen szóval ezek az ún. kontrafaktok), lehetővé vált, hogy a művész kapja meg a szerzői jogokat, ahelyett, hogy a Gershwin-vagyont gyarapította volna vele.
A populáris zenében a 'rhythm changes' csak a harmóniamenet eső négy ütemét jelenti. Ez a forma határozta meg rengeteg népszerű zeneszám harmóniamenetét az ötvenes évektől napjainkig.

## Szerkezet
A rhythm changes egy 32-ütemes AABA forma, melyben két nyolc ütemes "A" sort – mely többnyire a tonikára vezető kadenciával zárul – egy moduláló nyolcütemes "B" rész követ, végül visszatér az "A" rész.
Rövidítve az akkordok neveit római számokkal, az "A" rész harmóniái a következők:
| I vi | ii V |

ez megismétlődik, majd
| I I7 | IV #iv°7 | I V | I |

C-dúrban ez a következőképpen alakul:
| C Am7 | Dm G  | C Am7 | Dm G |
| C C7  | F F#° | C G   | C    |

A bridge vagy híd/középrész többnyire domináns szeptimeket tartalmaz, amik a kvintkör szerint követik egymást, két ütemenként váltakozva, azt a benyomást keltve, hogy másik hangnembe modulált a darab.
| III7 | III7 | VI7 | VI7 |
| II7  | II7  | V7  | <V7 |

A példában az E7 akkorddal indítunk, ezt követi az A7 majd D7, végül G7, ami visszavezet az eredeti hangnembe, hogy utoljára következzen az "A" rész. Habár természetesen minden hangnemben játszható, a leggyakoribb a Bb illetve az Eb hangnemek használata.
Az "A" résznek sok különféle változata van. A bebop zenészek sokszor változtattak az eredeti harmonizáción, hogy érdekesebb legyen játszani, illetve, hogy megakadályozzák, hogy kevésbé jó zenészek üljenek fel hozzájuk a színpadra.
A forma egyes részeit külön-külön is felhasználták sok kompozícióban. Például Charlie Parker "Scrapple From The Apple" című számának "A" része a zongorista Fats Waller híres számának, a "Honeysuckle Rose"-nak az akkordmenetét használja, míg a "B" rész megegyezik a rhythm chages "B" részével. Más művek, például Sonny Stitt "The Eternal Triangle" című száma, illetve a Muppet Show főcímdala a ritmusváltások "A" részét használja, míg egy teljesen különböző "B" résszel rendelkezik. Megint más esetekben – erre jó példa Sonny Rollins "Oleo"-ja – a darabnak csak az "A" része van megkomponálva, a "B" rész improvizáció számára nyitott.

## Példák
- Anthropology (Thriving On A Riff) (Charlie Parker/Dizzy Gillespie)
- Cotton Tail (Duke Ellington)
- Lester Leaps In (Lester Young)
- Moose The Mooche (Charlie Parker)
- Oleo (Sonny Rollins)
- Rhythm-A-Ning (Thelonious Monk)
- Straighten Up and Fly Right ˙(Nat King Cole)

## Fordítás
- Ez a szócikk részben vagy egészben a  Rhythm changes című angol Wikipédia-szócikk fordításán alapul.  Az eredeti cikk szerkesztőit annak laptörténete sorolja fel. Ez a jelzés csupán a megfogalmazás eredetét és a szerzői jogokat jelzi, nem szolgál a cikkben szereplő információk forrásmegjelöléseként.